# Reha Eken
Pour les articles homonymes, voir Eken.
Reha Eken, né le 1er janvier 1925 à Constantinople et mort le 19 août 2013 est un footballeur turc devenu entraîneur.

## Carrière
Son nom est associé au club de Galatasaray car il y réalise la quasi-totalité de sa carrière. 
En quatre sélections avec l'équipe de Turquie, il marque six buts et prend part aux JO de 1948. 
Ses frères Danyal Vuran et Bülent Eken jouent également à Galatasaray.